# Преобразование Чирнгауза
Преобразование Чирнгауза (или Чирнгаузена) — преобразование, переводящее многочлен {\displaystyle P(x)} с корнями {\displaystyle x_{1},...,x_{n}} в многочлен {\displaystyle Q(x)} с корнями {\displaystyle \varphi (x_{1}),\dots ,\varphi (x_{n})}, где {\displaystyle \varphi (x)} — также многочлен. Коэффициенты {\displaystyle Q} могут быть выражены через коэффициенты {\displaystyle P} и {\displaystyle \varphi }, что может быть использовано для решения уравнений третьей и четвёртой степени и упрощения общего вида уравнений более высоких степеней.

## Преобразование кубического уравнения
Путем замены {\displaystyle y=x+{\frac {b}{3a}}} преобразуем уравнение {\displaystyle ax^{3}+bx^{2}+cx+d} в приведенное, не полное: {\displaystyle y^{3}+py+q} где:
{\displaystyle p={\frac {3ac-b^{2}}{3a^{2}}};q={\frac {2b^{3}-9abc+27a^{2}d}{27a^{3}}}.}
Пусть {\displaystyle \gamma =y^{2}+\alpha y+\beta }, тогда: {\displaystyle y^{3}=\gamma y-\alpha y^{2}-\beta y;-\alpha y^{2}=\alpha ^{2}y+\beta \alpha -\gamma \alpha }
Подставляя все в исходное уравнение получаем: {\displaystyle y={\frac {\alpha \gamma -\alpha \beta -q}{\gamma +\alpha ^{2}+p-\beta }}}
Так же из уравнения {\displaystyle \gamma =y^{2}+\alpha y+\beta } получаем, что {\displaystyle {\frac {\gamma -\beta }{y}}=y+\alpha }
Подставляя получаем: {\displaystyle {\frac {(\gamma -\beta )(\gamma +\alpha ^{2}+p-\beta )}{\alpha \gamma -\alpha \beta -q}}={\frac {\alpha \gamma -\alpha \beta -q}{\gamma +\alpha ^{2}+p-\beta }}+\alpha }
Преобразуя получим: {\displaystyle \gamma ^{3}+(2p-3\beta )\gamma ^{2}+(\alpha ^{2}p+p^{2}+3\beta ^{2}+3\alpha q-4\beta p)\gamma +(2\beta ^{2}p+\alpha ^{3}q+\alpha pq-\beta ^{3}-q^{2}-\beta p^{2}-\alpha ^{2}\beta p-3\alpha \beta q)=0}
Пусть {\displaystyle 2p-3\beta =0} и {\displaystyle \alpha ^{2}p+p^{2}+3\beta ^{2}+3\alpha q-4\beta p=0} , тогда:
{\displaystyle \alpha ={\frac {-3q\pm 9{\sqrt {{\frac {q^{2}}{4}}+{\frac {p^{3}}{27}}}}}{2p}}}
{\displaystyle \beta ={\frac {2}{3}}p,}
{\displaystyle \gamma ={\sqrt[{3}]{\beta ^{3}+q^{2}+\beta p^{2}+\alpha ^{2}\beta p+3\alpha \beta q-2\beta ^{2}p-\alpha ^{3}q-\alpha pq}}}
Так как {\displaystyle \gamma =y^{2}+\alpha y+\beta }, то: {\displaystyle y^{2}+\alpha y+\beta -\gamma =0}
{\displaystyle y={\frac {-\alpha \pm {\sqrt {\alpha ^{2}-4\beta +4\gamma }}}{2}}}